# Nathan Robinson
Nathan Robinson (* 31. Dezember 1981 in Scarborough, Ontario) ist ein kanadischer Eishockeyspieler, der seit Januar 2017 beim EHC Bayreuth in der DEL2 unter Vertrag steht.

## Karriere
Nachdem seine Karriere in der kanadischen Nachwuchsliga Ontario Hockey League im Jahre 1998 begonnen hatte und er die Saison 2001/02 als erfolgreichster Topscorer mit dem Gewinn der Eddie Powers Memorial Trophy sowie einem Platz im All-Star-Team der Liga abschließen konnte, wechselte Robinson in die nordamerikanische Profiliga East Coast Hockey League und erhielt wenig später einen NHL-Vertrag. Bei den Detroit Red Wings kam Robinson aber zunächst nur bei deren Farmteam, den Grand Rapids Griffins, zum Einsatz. Bei den Griffins konnte Robinson nach einer durchwachsenen Saison in seinem zweiten Jahr überzeugen und gehörte zu den Leistungsträgern im Team. Er erzielte in 69 Spielen 50 Scorerpunkte und konnte darüber hinaus eine Plus/Minus-Statistik von +8 vorweisen. In den anschließenden Play-offs schied sein Team im Division Semifinale mit 2:3 gegen die Chicago Wolves aus. Robinson kam dabei auf drei Einsätze, in denen er keinen Scorerpunkt erzielen konnte. Seine ersten fünf Einsätze in der NHL bestritt Robinson in der Saison 2003/04 für die Red Wings. Nach zwei weiteren Jahren in der American Hockey League wechselte der Linksschütze zur Spielzeit 2005/06 zu den Boston Bruins, für die er aber nur zweimal zum Einsatz kam. Wie schon in Detroit, stand er überwiegend im Kader des Farmteams. In 70 Spielen für die Providence Bruins aus der AHL erzielte er 60 Punkte und gehörte damit zu den punktbesten Stürmern im Team.

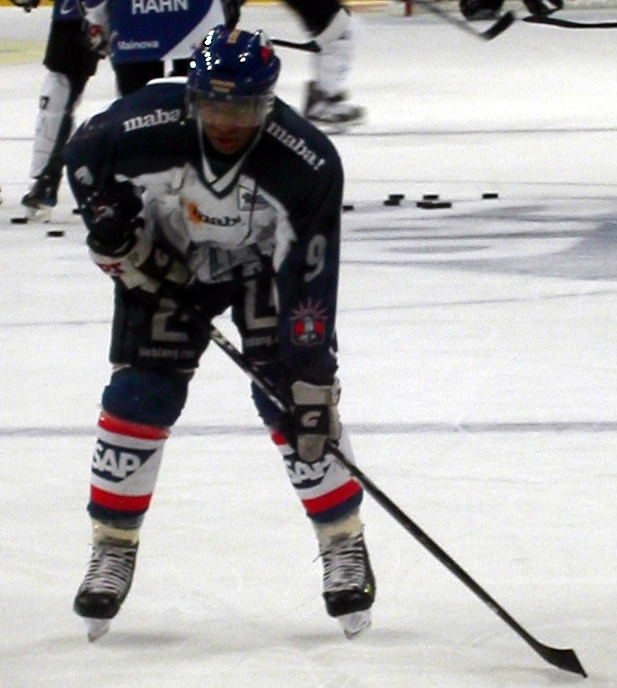
Robinson im Trikot der Adler Mannheim

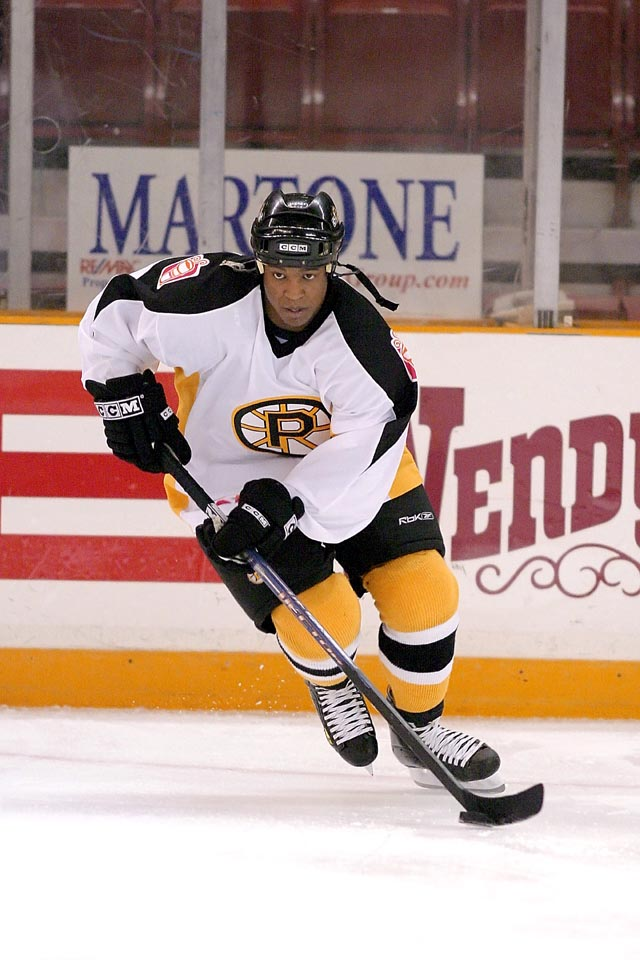
Robinson im Trikot der Providence Bruins

Nachdem sein Vertrag mit Ablauf der Saison nicht verlängert wurde und er sich kaum noch Chancen auf ein dauerhaftes Engagement in der NHL ausrechnete, forcierte er einen Wechsel nach Europa. Dort wurden die Verantwortlichen der Adler Mannheim auf den damals 24-jährigen aufmerksam und transferierten ihn zur Saison 2006/07 in die Deutsche Eishockey Liga. Robinson gehörte zu den Leistungsträgern und gewann mit den Adlern gleich in seiner ersten Saison die deutsche Meisterschaft des Jahres 2007. Zudem wurde er von den Fans ins All-Star-Team der DEL gewählt. Infolgedessen wurde er von einigen DEL-Klubs umworben und entschied sich im Sommer 2007 für einen Wechsel in die deutsche Hauptstadt zu den Eisbären Berlin. Mit den Eisbären konnte er nur ein Jahr später erneut die deutsche Meisterschaft gewinnen und war Topscorer der Play-offs. In 13 Partien erzielte er 15 Scorerpunkte und hatte somit großen Anteil an dem Triumph der Berliner. Der technisch versierte Angriffsspieler wurde darüber hinaus zum zweiten Mal für das DEL All-Star Game nominiert, welches in Dresden stattfand.
Zur Saison 2009/10 kehrte er zu den Adler Mannheim zurück, wo sein bis 2012 laufender Vertrag jedoch am 10. Januar 2011 in beiderseitigem Einvernehmen aufgelöst wurde. Zwei Wochen später wurde Robinson vom finnischen Erstligisten Espoo Blues verpflichtet und stand dort bis zum Ende der Spielzeit 2010/11 in der SM-Liiga auf dem Eis.
Am 27. September 2011 unterschrieb er einen Vertrag bei den Vienna Capitals für die Saison 2011/12. Im Sommer 2012 erhielt Robinson zunächst einen Probevertrag für die Dauer der Saisonvorbereitung bei den Kölner Haien, welcher im September 2012 für die Saison 2012/2013 verlängert wurde. Am 23. Januar 2014 wurde er vom Trainings- und Spielbetrieb von den Kölner Haien freigestellt und absolvierte anschließend ein zweiwöchiges Probetraining (try-out) beim EHC Biel, welche sich jedoch gegen eine feste Verpflichtung des Kanadiers entschieden. Im Sommer 2014 entschied sich Robinson für ein Engagement bei den Nottingham Panthers in der Elite Ice Hockey League, wo er bis zum November gleichen Jahres auflief. Im Februar 2015 schloss sich der Kanadier den Belfast Giants an und beendete dort die Saison 2014/15. Seit Sommer 2015 steht er beim HC Slavia Prag unter Vertrag und spielt dort seit der Spielzeit 2015/16 in der zweitklassigen 1. Liga.
Im Januar 2017 unterzeichnete Robinson einen Vertrag beim EHC Bayreuth bis zum Ende der Saison 2016/2017.

## Erfolge und Auszeichnungen
| - 1999 J.-Ross-Robertson-Cup-Gewinn mit den Belleville Bulls - 2002 OHL First All-Star Team - 2002 CHL First All-Star Team - 2002 Eddie Powers Memorial Trophy - 2004 AHL All-Star Classic - 2007 Deutscher Meister mit den Adler Mannheim | - 2007 Teilnahme am DEL All-Star Game - 2008 Deutscher Meister mit den Eisbären Berlin - 2008 Teilnahme am DEL All-Star Game - 2008 Topscorer der DEL-Play-offs - 2009 Teilnahme am DEL All-Star Game - 2009 Deutscher Meister mit den Eisbären Berlin |

## Karrierestatistik
(Legende zur Spielerstatistik: Sp oder GP = absolvierte Spiele; T oder G = erzielte Tore; V oder A = erzielte Assists; Pkt oder Pts = erzielte Scorerpunkte; SM oder PIM = erhaltene Strafminuten; +/− = Plus/Minus-Bilanz; PP = erzielte Überzahltore; SH = erzielte Unterzahltore; GW = erzielte Siegtore; 1 Play-downs/Relegation; Kursiv: Statistik nicht vollständig)